# Kenta Ōkuma
Kenta Ōkuma (japanisch 大熊 健太 Ōkuma Kenta; * 14. Juni 1997 in der Präfektur Saitama) ist ein japanischer Fußballspieler.

## Karriere
Kenta Ōkuma erlernte das Fußballspielen in der Jugendmannschaft vom FC Tokyo und der Universitätsmannschaft der Universität Fukuoka. Seinen ersten Vertrag unterschrieb er am 1. Februar 2020 bei Tegevajaro Miyazaki. Der Verein aus Miyazaki, einer Stadt in der Präfektur Miyazaki, spielte in der vierten japanischen Liga, der Japan Football League. Als Tabellenzweiter stieg er mit dem Verein Ende 2020 in die dritte Liga auf. Sein Drittligadebüt gab Kenta Ōkuma am 14. März 2021 (1. Spieltag) im Heimspiel gegen Iwate Grulla Morioka. Hier stand er in der Startelf und wurde in der 65. Minute gegen Ryō Watanabe ausgewechselt. Iwate Grulla Morioka gewann das Spiel mit 1:0.